# Olympic Real de Bangui
O Olympic Real de Bangui é um clube de futebol com sede em Bangui, República Centro-Africana. A equipe compete no Campeonato Centro-Africano de Futebol.

## História
O clube foi fundado em 1945.